# Спомен-биста Милентију Поповићу у Београду
Спомен-биста Милентију Поповићу налази се у Новом Београду, у блоку 23, у улици која носи његово име. Аутор бисте је вајар, Академик Никола Јанковић (1926—2017), који је носилац  Прве награде за бисту Милентија Поповића 1973. године од стране Савезне скупштине у Београду.

## Милентије Поповић
Милентије Поповић (1913—1971) је био већник на Другом заседању АВНОЈ-а, руководилац политичког сектора у Четвртој пролетерској црногорској ударној бригади, а после рата повереник у првој послератној влади за унутрашње послове, председник Планске комисије до 1948, као и министар финансија у Влади ФНРЈ. Од 1953. био је и члан тадашње Владе која се звала Савезно извршно веће (СИВ). Од 1963. до 1967, налазио се на функцији генералног секретара Савезне конференције Социјалистичког савеза радног народа Југославије.  У периоду од 1967. до 1971. године обављао је дужност председника Савезне скупштине СФР Југославије.